# I can hear the grass grow
I can hear the grass grow is de tweede single van The Move. De single verscheen voordat The Move een elpee had uitgebracht. Hun eerste album The Move volgde pas een jaar later. Het lied gaat over zintuiglijke waarnemingen onder de invloed van drugs. Hawkwind, vrijwel altijd onder invloed, schreef een soortgelijk nummer getiteld Watching the grass grow. De single van The Move haalde in het Verenigd Koninkrijk in tien weken tijd een vijfde positie in de hitlijst .
Covers volgden van The Blues Magoos (album Basic Blues Magoos), The Fall, Jellyfish en Status Quo (album Don't stop). You Am I verkocht het als B-kant van hun single Trike uit 1997.

## Hitnotering

### Nederlandse Top 40
| Positie: | 35 | 22 | 28 | 28 | uit |

### NPO Radio 2 Top 2000
I can hear the grass grow stond alleen in 2000 in de NPO Radio 2 Top 2000, op plek 1990.